# Non, je ne regrette rien
Non, je ne regrette rien(프랑스어 발음: [nɔ̃ ʒə nə ʁəɡʁɛtə ʁjɛ̃], →아뇨, 전 아무것도 후회하지 않아요)은 샤를 뒤몽이 작곡한 에디트 피아프의 노래이다. 1956년에 작곡되어 1960년에 발표되었다.